# Яструб еквадорський
Яструб еквадорський (Accipiter ventralis) — хижий птах роду яструбів родини яструбових ряду яструбоподібних. Мешкає в Південній Америці.

## Таксономія
Більшість систематиків, зокрема Американське орнітологічне товариство і BirdLife International вважають білогрудого яструба підвидом неоарктичного яструба (A. striatus), однак деякі дослідники виділяють його в окремий вид, разом з білогрудим яструбом (A. chionogaster) і бразильським яструбом (A. erythronemius). 

## Опис
Виду притаманний статевий диморфізм. Довжина самців 23–30 см, розмах крил 42–58 см, вага 82–115 г. Довжина самок 29–37 см, розмах крил 58–68 см, вага 150–219 г. Довжина хвоста 12–19 см. Верхня частина тіла темно-сірого кольору, нижня сторона коричнева. Хвіст темний з 3–4 сірими смугами.

## Поширення
Цей вид мешкає від прибережних гірських лісів північної Венесуели і Колумбії через Анди до Еквадору, Перу і центральної Болівії. Окрема популяція мешкає в тепуях на півдні Венесуели (і, за неперевіреними даними, в горах бразильського штату Рорайма. Зазвичай еквадорський яструб мешкає на високогір'ях, на висоті від 300 до 3000 м над рівнем моря.

## Раціон
Зазвичай білогрудий яструб полює на невеликих пташок, іноді їсть ящірок, кажанів і великих комах.

## Розмноження
В кладці від 3 до 8 яєць (зазвичай 4–5) розміром 37,6 мм × 30 мм і вагою 19 г. Інкубаційний період триває 30 днів. Після вилуплення пташенят мати доглядає за ними ще від 16 до 23 днів. У місячному віці пташенята покриваються пір'ям і ще чотири тижні продовжують покладатися на піклування батьків.

## Збереження
Це численний і поширений птах. Хоча він не внесений до Червоного списку МСОП, імовірно він отримав би статус LC (найменший ризик).